# Walter Eberlei
Walter Eberlei (* 1960) ist Politikwissenschaftler und Inhaber eines Lehrstuhls für Politikwissenschaft an der Hochschule Düsseldorf sowie Co-Leiter der dortigen „Forschungsstelle Menschenrechtspraxis“.

## Leben
Eberlei beschäftigt sich seit den 1980er Jahren insbesondere mit verschiedenen Fragestellungen Politischer Partizipation in Forschung und Lehre sowie als Mitarbeiter, Berater und Gutachter, unter anderem von Organisationen der Entwicklungszusammenarbeit. Von 1999 bis 2005 war Eberlei wissenschaftlicher Mitarbeiter am Institut für Entwicklung und Frieden (INEF) der Universität Duisburg-Essen, 2003/2004 auch Lehrbeauftragter an der Universität von Sambia in Lusaka, Sambia. 2005 wurde er Professor für Politikwissenschaften an der Fachhochschule Düsseldorf (seit 2015: Hochschule Düsseldorf).
Aktuelle thematische Felder der Forschungsarbeit von Eberlei sind Menschenrechte (Schwerpunkte: Kinderrechte, Partizipation) und Kommunalpolitik. In früheren Jahren beschäftigte er sich außerdem mit politischer Beteiligung zivilgesellschaftlicher Akteure in Afrika sowie Fragen internationaler Entwicklungszusammenarbeit.

## Publikationen (Auswahl)
- Accountability in Poverty Reduction Strategies. The Role of Empowerment and Participation. (= World Bank, Social Development Paper, 104). Washington D.C. 2007 (Download von der Website der Weltbank)
- (als Hrsg.): Stakeholder Participation in Poverty Reduction. (= INEF Report, 87). Duisburg 2007 Download von der Webseite des INEF (PDF; 1,2 MB)
- Armut als globale Herausforderung. In: Huster, Boeckh, Mogge-Grotjahn (Hrsg.): Handbuch Armut. Wiesbaden 2008, S. 589–604
- Afrikas Wege aus der Armutsfalle. Frankfurt/M. 2009
- (als Hrsg.): Zivilgesellschaft in Afrika. Wiesbaden 2014
- Zivilgesellschaft und Entwicklungsregime – Agenda-Setting und Regime-Building im Post-2015-Prozess. In: Zeitschrift für Außen- und Sicherheitspolitik, Band 8, Heft 2 (2015), S. 611–631, DOI: 10.1007/s12399-015-0525-1.
- (zusammen mit Katja Neuhoff und Klaus Riekenbrauk) Menschenrechte – Kompass für die Soziale Arbeit. Stuttgart: Kohlhammer 2018
- (als Hrsg.): Grabsteine aus Kinderhand. Kinderarbeit in Steinbrüchen des globalen Südens als politische Herausforderung. Frankfurt/M.: Brandes & Apsel 2018